# Musculus pterygoideus medialis

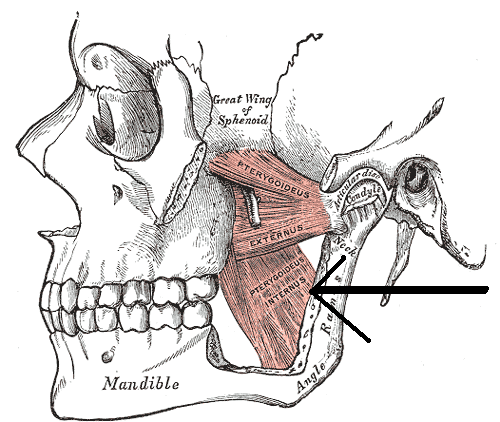
A koponya egy speciális nézetből (a nyíl mutatja az izmot)

A musculus pterygoideus medialis egy izom az ember állkapcsában, mely a sok más egyéb izommal együtt a rágásért felelős.

## Eredés, tapadás, elhelyezkedés
Ez az izom két helyről ered. Az egyik nyaláb a lamina lateralis processus pterygoideusról és a szájpadcsont (os palatine) processus pyramidalis ossis palatini nevű nyúlványáról ered. A másik nyaláb a felső állcsont (maxilla) egy kis dudoráról ered. Mind a kettő az állkapocs (mandibula) belső részéhez tapad.

## Funkció
Emeli az állkapcsot, segít a rágásban és kisegíti a musculus pterygoideus lateralist.

## Beidegzés, vérellátás
A nervus trigeminus nervus mandibularis részének a nervus pterygoideus medialis része idegzi be. A ramus pterygoidei arteriae maxillaris látja el vérrel.